# Borsbeekbrug
De Borsbeekbrug is een liggerbrug over de Ring van Antwerpen in het district Berchem van de stad Antwerpen. De brug ligt bij het station Antwerpen-Berchem en wordt veel gebruikt als (lang)parkeerplaats bij het station.
De brug verbindt de Gitschotellei en de Diksmuidelaan met de R10 Singel.
Tramlijn 8, tramlijn 9 en tramlijn 11 maken gebruik van de brug.